# Мэйбл — босс
«Мэйбл — босс» (англ. Boss Mabel) — 13 серия 1 сезона американского мультсериала «Гравити Фолз».

## Сюжет
Стэн, Диппер, Мэйбл и Пухля вместе смотрят шоу «Колесо денег», пока Зус не сообщает о прибывшем автобусе с туристами. Стэн проводит экскурсию, показывая экспонаты, а также мальчика-оборотня, который на самом деле — Диппер в волчьем костюме.
В это время Мэйбл раздаёт бесплатно наклейки для бампера. За это Стэн злится на неё. Мэйбл говорит, чтобы тот получше обращался с окружающими и клеит на кассовый аппарат стикер с надписью «Пожалуйста». Стэн отвечает, что вежливые слова в карман не положишь. Мэйбл критикует методы Стэна и собирается писать на него жалобу.
Позже Зус, Диппер, Мэйбл и Венди красят надпись «Хижина Чудес» на крыше. Зус рассказывает о своей задумке: переодеться вопросительным знаком и привлекать туристов, которую отверг Стэн. Мэйбл недовольна этим и идёт разбираться со Стэном. В ходе разговора Мэйбл и Стэн устраивают спор, что Мэйбл за 72 часа заработает больше денег, будучи боссом Хижины Чудес, чем Стэн в отпуске. В случае проигрыша Стэна, он должен оставить Мэйбл боссом на всё лето и спеть извинительную песню. А если проиграет Мэйбл, то она должна всё лето носить майку с надписью «Лузер».
В то время, как Стэн находится в отпуске, Мэйбл пытается улучшить положение, позволяя сотрудникам делать, что они хотят. Она разрешает Венди привести своих друзей-подростков, осуществляет мечту Зуса стать символом Хижины — знаком вопроса, и приказывает Дипперу словить опасное лесное существо.
В итоге комната, где проводили время Венди с её друзьями, превратилась в полный беспорядок, попытка Зуса станцевать была провалена, а Диппер привёл Гремоблина — существо, являющееся смесью гремлина и гоблина, оно настолько опасно, что двое посетителей были шокированы взглядом в его глаза, увидев там свой самый страшный кошмар, после чего их увезла скорая помощь. В то же время Стэн принимает участие в шоу «Колесо денег».
Гремоблин сбегает из клетки из-за того, что Мэйбл оставила ему ключ, чтобы тот мог передохнуть. Он начинает разрушать Хижину Чудес и съедать деньги из банки. Мэйбл выбегает, чтобы остановить его, но монстр ловит её, готовясь показать её самый большой кошмар. Диппер спасает сестру с помощью зеркала. Эффект от взгляда Гремоблина поражает его самого. Монстр в ужасе убегает прочь от Хижины Чудес.
Зус и Венди приходят к Мэйбл, прося их отпустить. Мэйбл не выдерживает и начинает кричать на них и отправлять работать. Тем временем Стэн прошёл в финальный тур, но проигрывает все деньги, потому что не смог дать правильный ответ, коим было слово «Пожалуйста». В Хижине Чудес Диппер проводит экскурсию, показывая туристам Зуса, одетого, как вопросительный знак. В конце концов Мэйбл с друзьями подсчитывают прибыль. Отсчитав отдельно деньги для восстановления Хижины Чудес, у них остался всего лишь один доллар. В это время Стэн появляется в Хижине, рассказывая, что почти выиграл 300 000 долларов. Мэйбл выигрывает спор, но не хочет больше быть боссом. Она признаёт, что его методы управления лучше, но всё же заставляет его станцевать извинительный танец.
В титрах Стэн танцует обещанный «Извинительный танец» под написанные слова, и он делает это довольно слабо, в то время как Гомперс пытается съесть его феску. Мэйбл спрашивает мнение Пухли. Он хрюкает, что заставляет Мэйбл переснять дубль.

## Вещание
Этот эпизод в день премьеры посмотрели 3,44 млн человек.

## Криптограммы
В финальных титрах присутствует криптограмма, являющаяся отсылкой к исторической хронике Уильяма Шекспира «Генрих IV, часть II».

## Отзывы критиков
Обозреватель развлекательного веб-сайта The A.V. Club Аласдер Уилкинс поставил эпизоду оценку «B+», отметив, что «эпизод является первой серией, в которой действительно углубляются в то, почему Хижина Чудес так важна и как её ежедневные требования формируют персонажей. В серии внимание акцентируется на недостатках управленческого стиля Стэна. На протяжении всего хронометража эпизода, Мэйбл является как олицетворением уничтожения Хижины, так и её спасения. Гремоблин мог бы легко вырваться из клетки с помощью грубой силы, но гораздо более уморительным является то, что Мэйбл оставляет ему ключ, приклеенный к клетке, дабы он мог сделать свой пятиминутный перерыв. Когда Мэйбл, наконец, берёт на себя ответственность, внезапно в её словарном запасе появляются такие слова, как, „язва“ и „леденящий душу“, а также анимация её похожей на Стэна мимики и позы. Но прежде чем она достигнет своего перелома, мы увидим старинную очаровательную Мэйбл, которая носит элегантный деловой пиджак с подплечниками, развешивает свои собственные мотивационные плакаты, просит белок заполнить их временные карточки и посылает своего поросёнка Пухлю за латте, хотя он просто съедает деньги, которые она ему даёт».